# Acrocercops zorionella
Acrocercops zorionella är en fjärilsart som först beskrevs av Hudson 1918.  Acrocercops zorionella ingår i släktet Acrocercops och familjen styltmalar. Inga underarter finns listade i Catalogue of Life.

## Bildgalleri

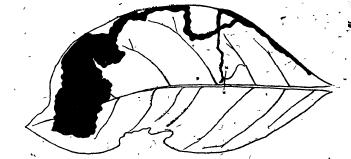